# Nieuwlande (Zélande)
Pour les articles homonymes, voir Nieuwlande.
Nieuwlande est une ancienne commune néerlandaise de la province de Zélande.

## Le village noyé
Nieuwlande était un village situé dans l'actuel Escaut oriental, au nord de Krabbendijke environ à environ cinq cents mètres de la digue actuelle. Dès 1242 il portait le nom latin de terra nova, nouvelle terre.
Il fut emporté par les flots au Moyen Âge lors des inondations de 1530 et 1532.
Plusieurs siècles plus tard des chasseurs de trésors ont fouillé les lieux et ont trouvé six cents badges de pèlerin qui se trouvent maintenant au Musée Boijmans Van Beuningen.
En 1926 à la demande de Société scientifique royale de Zélande le village a été étudié. L'église mesurait 67 pieds de long. Le village lui-même était un (Rundling Village en anneau (en), avec l'église au sud et une grande maison à l'ouest qui a probablement appartenu aux seigneurs de Nieuwlande. Depuis 1991 le domaine est protégé et interdit à la visite. Certaines photos prises par satellite permettent de le distinguer sous les eaux.

## Nouveau village
Une commune érigée au début du XIXe siècle, a repris le nom de Nieuwlande. En 1816, elle a été réunie à Krabbendijke.